# Raja (títol)
|  | Aquest article tracta sobre el títol nobiliari indi. Vegeu-ne altres significats a «raja (peix)». |

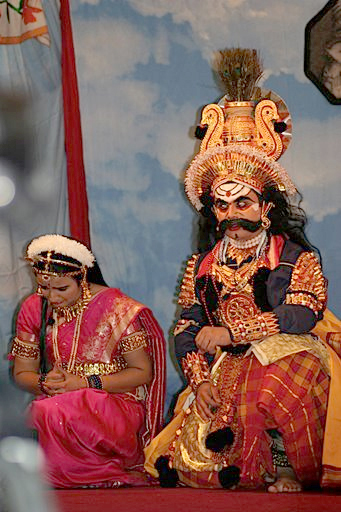
Raja i rani com es mostra a yaksagana (un teatre de Karnataka).

Raja o rajà (del sànscrit राज rājā) és la paraula hindi per designar un monarca o governant principal dels kxatriya (una de les classes socials del varna hindú). La forma femenina és rani, del sànscrit rājñī.

## Etimologia
La paraula en sànscrit rājān- és un cognat de la llatina rēx (genitiu rēgis), que originalment indicava els cabdills tribals o caps de petites ciutats estat. En última instància és derivada del protoindoeuropeu *h₃rẽǵs, formada a partir de l'arrel *h₃reǵ-, que vol dir resoldre, ordenar, governar. En sànscrit l'arrel n- és secundària en el títol masculí, i està aparentment adaptada de l'equivalent femení rājñī, la qual també té un sufix -n- en altres llengües relacionades, como és el cas de rígain en antic irlandès i regina en llatí. Hi ha cognats de la paraula raja en altres llengües indoeuropees com són reign en anglès i reich en alemany.
Les variants més comunes en hindi, utilitzades amb el mateix rang de reialesa són Rana, Rao, Raol, Rawal i Rawat.

## Història
El títol té una llarga història dins la història de l'Índia i del sud-est asiàtic, com n'és testimoni el Rigveda (uns antics himnes sagrats de l'hinduisme), on rājān- és un cabdill tribal, com per exemple es pot veure al dāśarājñá, la batalla dels deu reis.
Raja, així com el títol inferior de thakur i moltes altres variants o títols compostos, van ser utilitzats al sud d'Àsia i al seu voltant per la majoria d'hindús, musulmans i alguns budistes i governants sikhs. Tot i que els musulmans també utilitzaven nabab o soldà, encara s'utilitzen sovint a l'Índia. Al Pakistan, raja encara és utilitzat per molts clans musulmans de rajputs com a títol hereditari. Raja també és utilitzat com a prenom pels hindús i sikhs.

## Rajas del món malai
- Els governants de l'estat de Perlis, a Malàisia, reben el títol de raja de Perlis. La majoria dels governants dels altres estats reben el títol de sultans. No obstant això, el raja té el mateix status que els governants dels altres estats i és un dels electors qui en designa un com a Yang di-Pertuan Agong (primer ministre) cada 5 anys.
- Els rajas blancs de Sarawak a Borneo, van ser James Brooke i la seva dinastia.
- A les Filipines, l'historiador italià Antonio Pigafetta relata, en el seu escrit sobre la primera circumnavegació al voltant del món, que quan l'explorador portuguès Fernão de Magalhães va arribar el 28 de març de 1521 al port de Mazaua, a Mindanao, va ser rebut pel Raia Siaiu, rei de Mazaua, i per Raia Calambu, rei de Butuan. Magalhães va prendre part en el primer pacte de sang registrat (cassi cassi va ser la paraula malaia que va utilitzar Magelhães) amb el Raia Siaiu. Quan la flota espanyola, liderada per Miguel López de Legazpi, va arribar a Manila, va ser rebuda pel Raja Sulayman III. Al sud del país, els prínceps musulmans de diverses subdivisions encara reben els títols de raja o maharajà.
- Diversos principats tradicionals d'Indonèsia encara són governats per un raja, o ho han fet fins que els títols han estat abolits, després del qual el títol ha quedat vacant, com és el cas de Buleleng, a Bali.